# Paula Jean Myers-Pope
Paula Jean Myers-Pope   (Lackawanna, 11 de novembre de 1934 - Ojai, 9 de juny de 1995) fou una saltadora estatunidenca que va competir durant la dècada de 1950.
Durant la seva carrera esportiva va prendre part en tres edicions dels Jocs Olímpics d'Estiu: el 1952, 1956 i 1960. Guanyà una medalla de plata en la prova de palanca de 10 metres als Jocs de Hèlsinki de 1952, una de bronze en la mateixa prova als de Melbourne de 1956, i dues de plata, en el salt de trampolí de 3 metres i salt de palanca, als de Roma de 1960.
En el seu palmarès també destaquen dues medalles d'or als Jocs Panamericans de 1959 i onze campionats nacionals de l'AAU. El 1979 fou inclosa a l'International Swimming Hall of Fame.